# Тито Пуенте
Тито Пуенте (на английски: Tito Puente) е американски джаз и латино музикант и композитор от пуерторикански произход.

## Биография
Роден е в Ню Йорк на 20 април 1923 година, в семейство на пуерториканци, именно заради което израства в среда предимно с латиноамерикански имигранти в Източен Харлем.
Започва музикалната си кариера още през 1946 година, свирейки джаз, салса и мамбо. Бързо получава голяма известност.
Наричан е Кралят на тимпаните и Кралят на латиноамериканската музика. Известен е с композициите си от мамбо и латински джаз, а голяма част от музиката му се появява в популярни филми като „Кралете на мамбото“. Самият той е гост-актьор в ред телевизионни предавания като „Улица Сезам“ и „Семейство Симпсън“.
Тито Пуенте умира в Ню Йорк на 1 юни 2000 година.